# Australobius

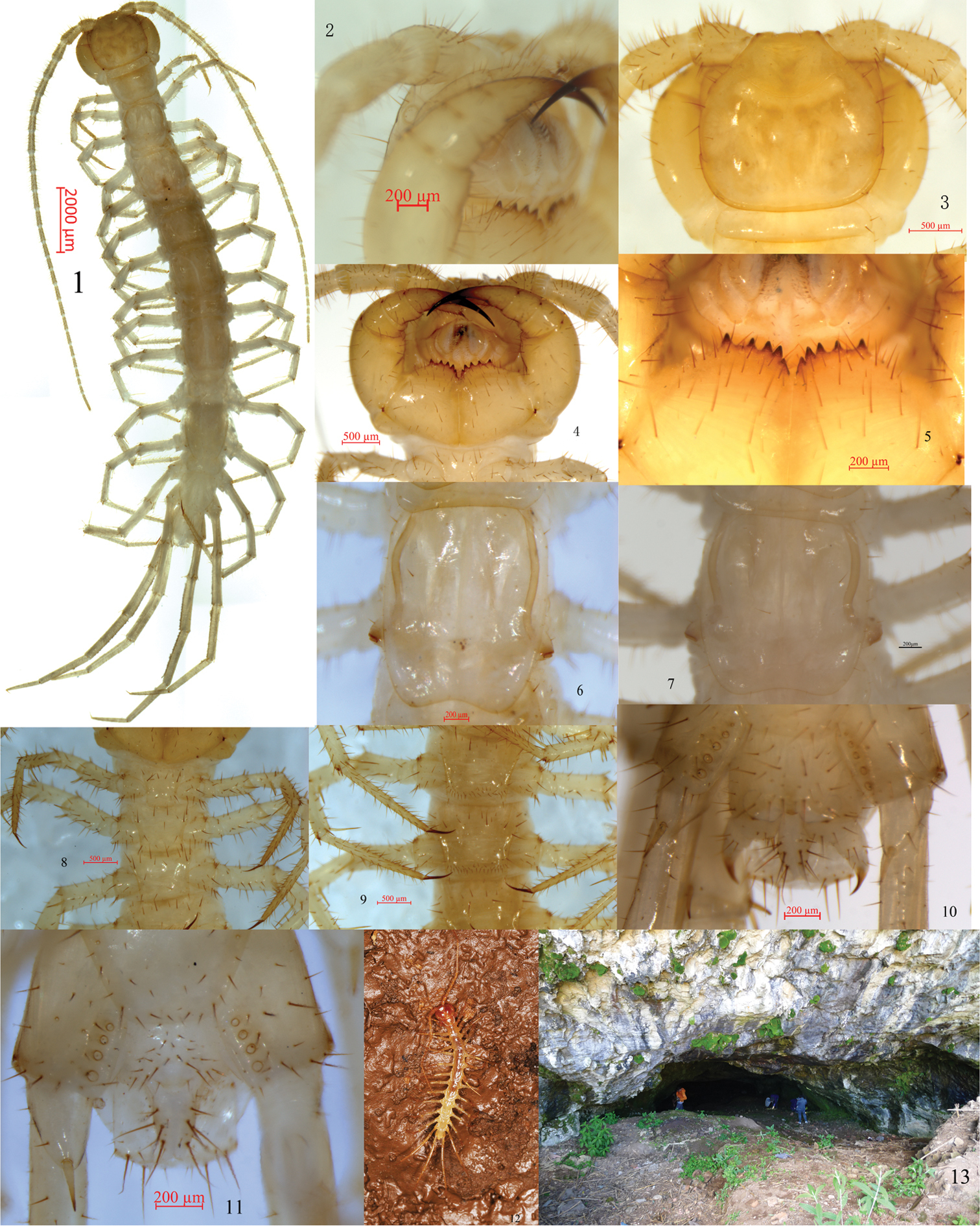
Underart tracheopersoicuus med delar i fokus

Australobius är ett släkte av mångfotingar. Australobius ingår i familjen stenkrypare.

## Dottertaxa tillAustralobius, i alfabetisk ordning[1]
- Australobius abbreviatus
- Australobius auctus
- Australobius birmanicus
- Australobius devertens
- Australobius discolor
- Australobius ethodes
- Australobius feae
- Australobius indicus
- Australobius inflatitarsis
- Australobius javanicus
- Australobius loriae
- Australobius magnus
- Australobius malabarus
- Australobius malaccanus
- Australobius malayicus
- Australobius maroneus
- Australobius murphyi
- Australobius palnis
- Australobius rectifrons
- Australobius scabrior
- Australobius sculpturatus
- Australobius sechellarum
- Australobius semperi
- Australobius sumatranus
- Australobius tenuiunguis
- Australobius tetrophthalmus
- Australobius tweedii
- Australobius weberi
- Australobius vians
- Australobius viduus